# Basílica del Sagrado Corazón de Jesús

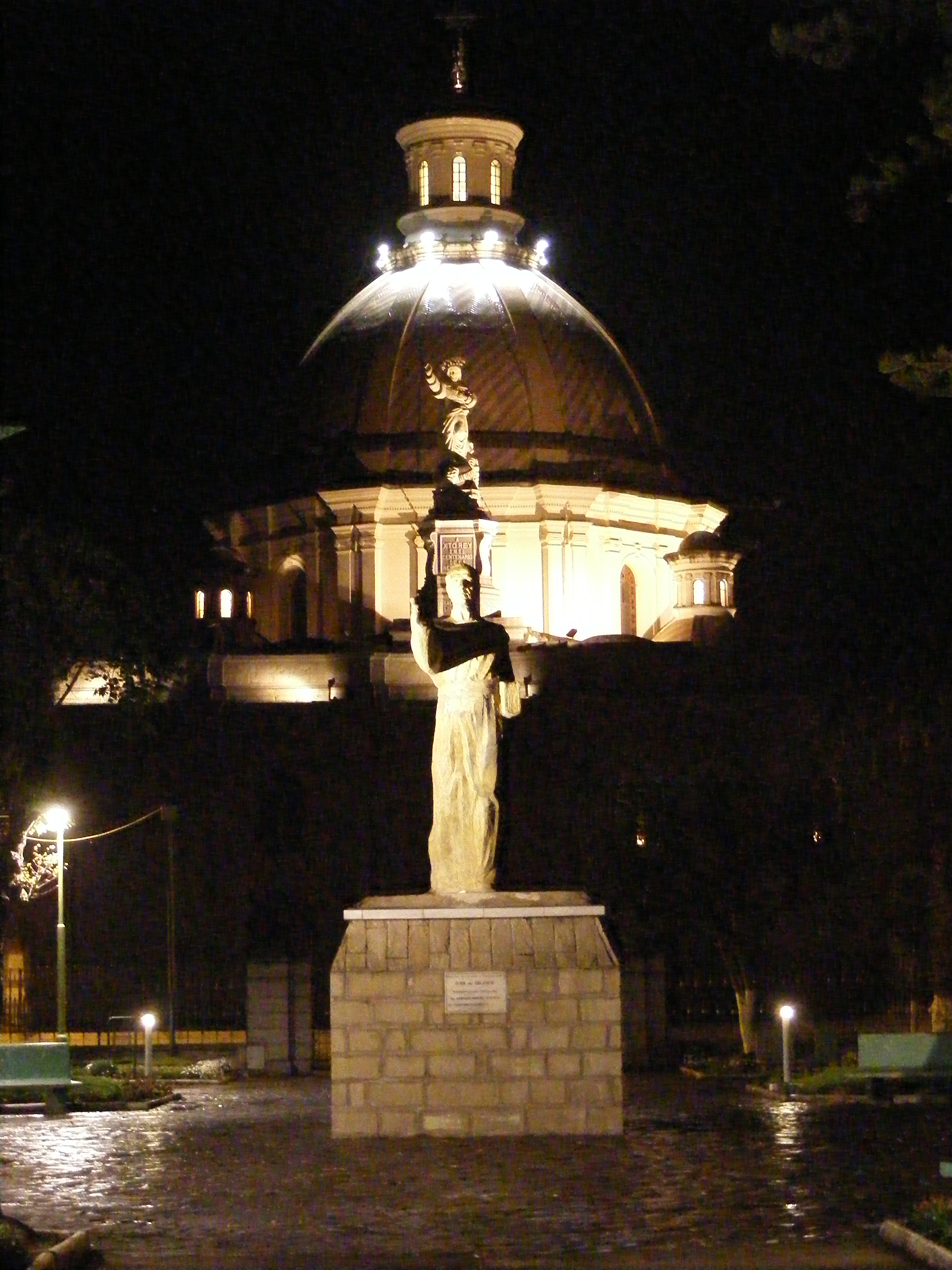
Vista nocturna

La Basílica del Sagrado Corazón de Jesús, está ubicada frente al parque Libertad y dentro del centenario colegio San Felipe Neri, en la ciudad de Riobamba. Su construcción comenzó en 1883 y fue consagrada al Sagrado Corazón de Jesús el 9 de junio de 1915, duro 32 años en ser terminada. En el altar principal se encuentra la imagen del Sagrado Corazón de Jesús, que esta coronada por una armónica y bella cúpula.
La ciudad de Riobamba se vistió de fiesta y acudió a la reunión solemne realizada el 26 de agosto de 1883, para la bendición de la primera piedra de la Basílica del Sagrado Corazón de Jesús. Desde entonces, manos indígenas, guiadas por las más experimentadas de sus maestros, emprendieron el trabajo construcción, cada uno en su especialidad: carpinteros, albañiles, picapedreros y talladores.
El templo fue construido con piedras traídas en desde las minas de Gatazo. La Basílica es una obra de arte, su paredes; columnas interiores manifestaban la originalidad del proyecto y están coronadas por una rotonda y una altísima cúpula central. La fachada cuenta con dos altísimas torres y un arco de 45 metros de altura.
En su interior se encuentran imágenes como la del Sagrado Corazón de Jesús y otras de profundo significado religioso; en el altar mayor se puede admirar la imagen de Cristo.
Además  cuenta con el altar de San José que tiene un valor incalculable por su forma y detalles; en la fachada principal del templo se encuentra la estatua de Cristo Rey, levantada con ocasión del Centenario de la Primera Constituyente.  Al pie de la estatua, están grabadas dos frases de la Primera Carta fundamental del Estado: "En nombre de Dios, Autor y Legislador de la Sociedad".
En el centro domina una gran cúpula coronada por una cruz y los laterales están adornados con varios cupulinos.